# Франц Ленц
Франц Ленц (нім. Franz Lenz; 20 листопада 1884, Новий Ульм — 12 серпня 1952, Мюнхен) — німецький військовий чиновник, генерал-штабсінтендант вермахту.

## Біографія
17 липня 1903 року вступив в 14-й баварський піхотний полк, одночасно з 1 березня 1904 по 26 січня 1905 року навчався у військовому училищі в Мюнхені. 15 юерезня 1910 року відряджений на фабрику озброєнь в Амберзі для проходження курсу з ремонту зброї, 1 липня 1911 року — в 3-й баварський залізничний батальйон для проходження курсу чиновника вищої військової адміністрації, 1 жовтня 1911 року — в Ерлангенський університет, 1 серпня 1912 року — в інтендантуру 1-го баварського армійського корпусу для проходження курсу чиновника вищої військової адміністрації. З 12 листопада 1914 по 12 березня 1915 року — виконавчий керівник відділу запасного 1-го баварського армійського корпусу.
Під час Другої світової війни служив, серед іншого, головним інтендантом 54-ї піхотної дивізії та 7-го військового округу. В 1945 році взятий в полон. В 1947 році звільнений.

## Звання
- Фанен-юнкер (17 липня 1903)
- Фанен-юнкер-унтерофіцер (27 жовтня 1903)
- Фенріх (31 січня 1904)
- Лейтенант (8 березня 1905)
- Оберлейтенант (28 жовтня 1912)
- Асесор інтендантури (12 листопада 1914)
- Радник польової інтендантури (26 грудня 1914)
- Генерал-штабсінтендант (1 квітня 1940)

## Нагороди
- Медаль принца-регента Луїтпольда
- Залізний хрест 2-го і 1-го класу
- Орден «За військові заслуги» (Баварія) 4-го класу з мечами
- Почесний хрест ветерана війни з мечами
- Медаль «За вислугу років у Вермахті» 4-го, 3-го і 2-го класу 918 років; 2 жовтня 1936) — отримав 3 нагороди одночасно.
- Хрест Воєнних заслуг 2-го і 1-го класу з мечами